# Шувалова, Людмила Павловна
Людмила Павловна Шувалова (13 ноября 1926, Дятьково — 11 ноября 2022, Санкт-Петербург) — советская и российская актриса театра и кино, театральный режиссёр.

## Биография
Людмила Павловна Шувалова родилась 13 ноября 1926 года в России, в г. Дятьково Брянской губернии.
Окончила Горьковское театральное училище в 1950 году.
В 1950—1951-е года — актриса Центрального театра транспорта Н. В. Гоголя (Москва).
С 1951 года — в Большом драматическом театре им. Г. А. Товстоногова.
С 1970 года работала и как ассистент режиссёра.
Инициировала создание Санкт-Петербургской независимой актёрской премии имени Владислава Стржельчика (1998)
Была награждена за вклад в развитие отечественного театрального искусства и многолетнюю плодотворную деятельность медалью ордена «За заслуги перед Отечеством» I и II степеней.
Скончалась в Санкт-Петербурге 11 ноября 2022 года, не дожив двух дней до своего 96-летия.
«Великие артисты — они же дети. Поэтому они и великие. Им обо всем можно сказать», из интервью Людмилы Шуваловой

## Личная жизнь
- Была замужем за артистом Владиславом Стржельчиком (1921—1995). Детей нет[8].

## Фильмография

### Роли в кино
- Прощальная мазурка (Польша) — супруга Александра II (1978)
- 31-й отдел (фильм-спектакль) — секретарь по кадрам (1972)
- Братья Рико (фильм-спектакль) (1965)
- Ноль три — врач (1964)
- Достигаев и другие — эпизод (1959)

### Режиссёрские работы
- Калифорнийская сюита (фильм-спектакль) (2007)

### Участия в фильмах
- Больше, чем любовь (документальный) (2003—2016)

## Театральные работы
Большой драматический театр имени Г. А. Товстоногова

### Начало пути (роли)
- Малуша в постановке «Снегурочки» А. Островского
- Оттилия в постановке «Перед заходом солнца»
- Марина в постановке «Обрыва» И. Гончарова
- Красавица Аделаида в постановке «Идиота» Ф. Достоевского, осуществленной Георгием Товстоноговым
- «Иркутская история» А. Арбузова
- «Не склонивших головы» Н. Дугласа, Г. Смита
- «Божественная комедия» И. Штока
- «Горе от ума» А. Грибоедова
- «Поднятая целина» М. Шолохова
- «Король Генрих IV» У. Шекспира
- «В поисках радости» В. Розова

### Работы режиссёра (создание спектаклей)
- «Ревизор» (Н. Гоголь, (постановка Г. Товстоногова, 1972)
- «Дачники» (М. Горький, постановка Г. Товстоногова, 1976)
- «Тоот, другие и майор» (И. Эркень, постановка Г. Товстоногова, 1971)
- «Молодая хозяйка Нискавуори» (Х. Вуолийоки, постановка Ж. Витикка, 1976)
- «Пиквикский клуб» (Ч. Диккенс, постановка Г. Товстоногова, 1978)
- «Наш городок» (Т. Уайлдер, постановка Э. Аксера, 1979).
- «Этот пылкий влюбленный» (Н. Саймон, постановка Г. Товстоногова, 1985г.)
- «Цена» по А. Миллеру (1988, возобновление)
- «Любовные письма» по А. Р. Генри. (1991, возобновление)
- «Калифорнийская сюита» (Н. Саймон, постановка Н. Пинигина, 1999г.)
- «Жорж Данден» (Ж.-Б. Мольер, постановка Ж. Лассаля, 2003)
- «Костюмер» (Р. Харвуд, постановка Н. Пинигина, 2002)
- «Екатерина Ивановна» (Л. Андреев, постановка Н. Пинигина, 2004)
- «Квартет» (Р. Харвуд, постановка Н. Пинигина, 2005)
- «Васса Железнова» (М. Горький, постановка С. Яшина, 2006)
- «Ночь перед Рождеством» (Н. Гоголь, постановка Н. Пинигина, 2007)
- «Школа налогоплательщиков» (по пьесе Л. Вернейль и Ж. Берра, постановка Н. Пинигина, 2010)

## Озвучивание
- Космические зонды (США, документальный) (2016)
- Города будущего (Франция, документальный) (2014—2020).

## Награды
- Медаль ордена «За заслуги перед Отечеством» I степени[2]
- Медаль ордена «За заслуги перед Отечеством» II степени[2]